# 伊藤武志 (政治家)
伊藤 武志（いとう たけし、1942年（昭和17年）5月14日 - ）は、日本の政治家。元愛媛県新居浜市長。

## 経歴
新居浜市出身。1961年（昭和36年）愛媛県立新居浜東高等学校を経て、1965年（昭和40年）早稲田大学商学部卒業。
同年住友スリーエムに入社。村上信二郎、毛利松平の秘書を経て、1979年（昭和54年）愛媛県議会議員に当選。1984年（昭和59年）新居浜市長に当選し、4選した。